# Hiena-castanha
A hiena-castanha (Hyaena brunnea, anteriormente Parahyaena brunnea), também conhecida como hiena-marrom, é o maior animal terrestre a viver quase exclusivamente de carcaças. Vive no deserto do Kalahari e no deserto da Namíbia, ambos no sudoeste de África .

## Comportamento social
Tal como a hiena-malhada, a hiena-castanha vive em clãs. No entanto estes são mais pequenos (vão entre os 4 aos 15 membros) e menos organizados: na obtenção de alimento é cada hiena por si, embora possam trabalhar em equipe para defender uma grande quantidade de comida de outro clã ou de outros predadores. Como clã podem conseguem afastar leopardos, caracais, chitas e grupos de hienas-castanhas e mabecos.

## Habitat
Vivem no deserto do Kalahari e no deserto da Namíbia.

## Alimentação
Devido à escassez de alimentos nestes habitats a hiena-castanha pode complementar a sua dieta com pequenos mamíferos, fruta, vegetais e ocasionalmente uma cria de foca ao largo da costa da Namíbia.

## Distribuição geográfica
São localizadas no centro-oeste do Botsuana, nordeste e noroeste da Namíbia, sudoeste de Angola, sul do Zimbábue, no sul de Moçambique e no norte e nordeste da África do Sul.

## Estado de conservação
Não se sabe com exatidão quais ameaças a hiena castanha está sofrendo, mas a espécie corre risco de extinção. Não há dados exatos sobre a quantia total desses animais, porém, sabe-se que são as hienas mais raras do mundo. O aquecimento global, ao aquecer as águas junto à Namibia, contribui para a diminuição de peixe e para o crescimento de algas tóxicas; como tal afeta a população de focas (cujas crias são uma presa da hiena-castanha), pode contribuir indiretamente para a redução da população de hienas-castanhas.

## Características
É menor que a hiena-malhada, sendo o seu comprimento de 110 a 136 cm, a sua altura até ao ombro de 64 a 88 cm e o seu peso de 37 a 55 kg. Os machos são ligeiramente maiores que as fêmeas e estas, ao contrário da hiena-malhada, não apresentam um clitóris muito desenvolvido.

## Classificação

### Taxonomia
- Gênero Hyaena
- Hyaena brunnea - Hiena-castanha
- Hyaena hyaena - Hiena-riscada